# Gouvernement de Tiflis
1848–1918
Entités précédentes :
- Gouvernement de Géorgie-Iméréthie

Entités suivantes :
- RD de Géorgie

Le gouvernement de Tiflis (en russe : Тифлисская губернія) est un gouvernement de l'Empire russe dont la capitale est Tiflis (l'actuelle ville de Tbilissi, capitale de la Géorgie). Couvrant 44 607 km2, il compte 1 051 032 habitants en 1897.

## Histoire
Le gouvernement est établi en 1846 en même temps que le gouvernement de Koutaïssi, après la dissolution du gouvernement de Géorgie-Iméréthie. En 1849, des territoires sont retranchés de ce gouvernement au profit du gouvernement d'Erevan, puis en 1860 pour l'oblast du Daghestan, ainsi qu'en 1868 au bénéfice du gouvernement d'Elisavetpol. Il perdure jusqu'à l'indépendance de la République démocratique de Géorgie en 1918.

## Géographie
Situé au centre la Transcaucasie le gouvernement jouxte au nord les oblasts du Terek et du Daghestan, à l'ouest le gouvernement de Koutaïssi, au sud l'oblast de Kars et le gouvernement d'Erevan et à l'est le gouvernement d'Elisavetpol.

## Subdivisions administratives
Le gouvernement est constitué des ouïezds suivants :
- Tiflis ;
- Akhalkalaki ;
- Akhaltsikhé ;
- Aresh (au gouvernement d'Elisavetpol en 1868) ;
- Bortchali ;
- Elizavetpol (au gouvernement d'Elisavetpol en 1868) ;
- Gori ;
- Kazakh (au gouvernement d'Elisavetpol en 1868) ;
- Doucheti ;
- Sighnaghi ;
- Telavi ;
- Tianeti.

## Population
Au recensement de 1897, le gouvernement de Tiflis compte une population de 1 051 032 habitants, dont 20 % dans les villes. La population est composée de 44,3 % de Géorgiens, 18,7 % d'Arméniens, 10,2 % de Tatars (terme désignant alors les Azeris), 9,7 % de Russes et 6,4 % d'Ossètes.